# Flight (Wein)
Ein Flight ist eine einzelne Verprobungsrunde auf einer Weinprobe: In mehreren Gläsern nebeneinander werden unterschiedliche Weine in Proben-Quantität eingeschenkt, um sie miteinander auf Duft und Geschmack zu vergleichen.
Oft ist es sinnvoll, zwei Gläser nebeneinander zu stellen, aber auch drei Gläser sind gebräuchlich. Anstrengender ist es bereits, aus vier Gläsern zu vergleichen. Jedoch verlängert sich mit der Gläserzahl pro Person auch die Dauer eines Flights, was bessere Chancen eröffnet, die Entwicklung von Weinen infolge des Temperaturverlaufs und durch den Luftkontakt zu verfolgen: manche Weine verändern sich im Verlaufe eines Flights. Sei es, dass sie von kühlen Serviertemperaturen (z. B. Weißwein) allmählich auf Raumtemperatur kommen und sich mit allmählich zunehmender Temperatur mit neuen Aromen präsentieren, oder sei es, dass sich ihre Aromen durch den zunehmenden Luftkontakt entwickeln und ändern, wie es typisch ist z. B. für Pinot Noir bzw. Spätburgunder.
Die Planung und Zusammenstellung von Weinen zu mehreren Flights ist daher eine interessante Tätigkeit im Vorfeld einer Weinprobe. Wenn Weine verschiedener Arten für eine Weinprobe vorbereitet werden, so plant man oftmals folgende Flights: 
1. Champagner/Sekt zur Begrüßung (meist nur einen oder zwei)
2. trockene Weißweine
3. halbtrockene Weißweine
4. Rotweine, auch in mehreren Flights nacheinander
5. edelsüße Weißweine, wie Beerenauslesen oder Sauternes

Wenn eine Weinprobe mit einem mehrgängigen Menü einhergeht, ist auch das passende Planen der Speisen zu den Flights wichtig. In aller Regel wird zu Suppe, Fisch oder Geflügel ein Weißwein-Flight gepaart, zu rotem Fleisch oder Wildspeisen dann ein Rotweinflight oder auch mehrere, und zum Dessert ein Flight an edelsüßen Weißweinen.